# Stomatosuchus
Stomatosuchus inermis ("cocodrilo con boca desarmada") fue un enorme crocodiliano eusuquio de 10 metros de largo que vivió en el Cretácico superior (piso Cenomaniense) de Egipto. A diferencia de lo que ocurre con la mayoría de los crocodilianos, es difícil determinar con exactitud lo que comía S. inermis. Su cráneo aplastado tenía un hocico largo y aplanado, que estaba lleno de dientes pequeños y cónicos. La mandíbula inferior puede haber sido desdentada y pudo haber sido el soporte de un buche o saco gular similar al de los pelícanos.
Lamentablemente el único ejemplar conocido, un cráneo de gran tamaño, que fue recolectado en la expedición a Egipto del paleontólogo alemán Ernst Stromer, fue destruido cuando el Museo de Múnich fue destruido durante un bombardeo aliado en 1944.